# Хрудим (район)
Район Хрудим (чеш. Okres Chrudim) — один из 4 районов Пардубицкого края Чешской Республики. Административный центр — город Хрудим. Площадь района — 992,62 кв. км., население составляет 105 280 человек. В районе насчитывается 108 муниципалитетов, из которых 13 — городов.

## География
Район расположен в юго-западной части края. Граничит с районами Пардубице, Усти-над-Орлици и Свитави Пардубицкого края; Ждяр-над-Сазавой и Гавличкув-Брод Высочинского края ; Кутна-Гора Среднечешского края.

## Города и население
Данные за 2009 год:
| Город               | Население |
| ------------------- | --------- |
| Хрудим              | 23 718    |
| Глинско             | 10 310    |
| Скутеч              | 5 357     |
| Гержманув-Местец    | 5 053     |
| Слатиняни           | 4 188     |
| Храст               | 3 228     |
| Тршемошнице         | 3 212     |
| Луже                | 2 573     |
| Просеч              | 2 068     |
| Грохув-Тинец        | 2 051     |
| Ронов-над-Доубравоу | 1 742     |
| Сеч                 | 1 662     |
| Насаврки            | 1 634     |

| Всего           | Женщин           | Мужчин           |
| --------------- | ---------------- | ---------------- |
| 105 280 (100 %) | 53 197 (50,53 %) | 52 083 (49,47 %) |

Средняя плотность — 106 чел/км²; 59,53 % населения живёт в городах.